# Tomba del Triclinio

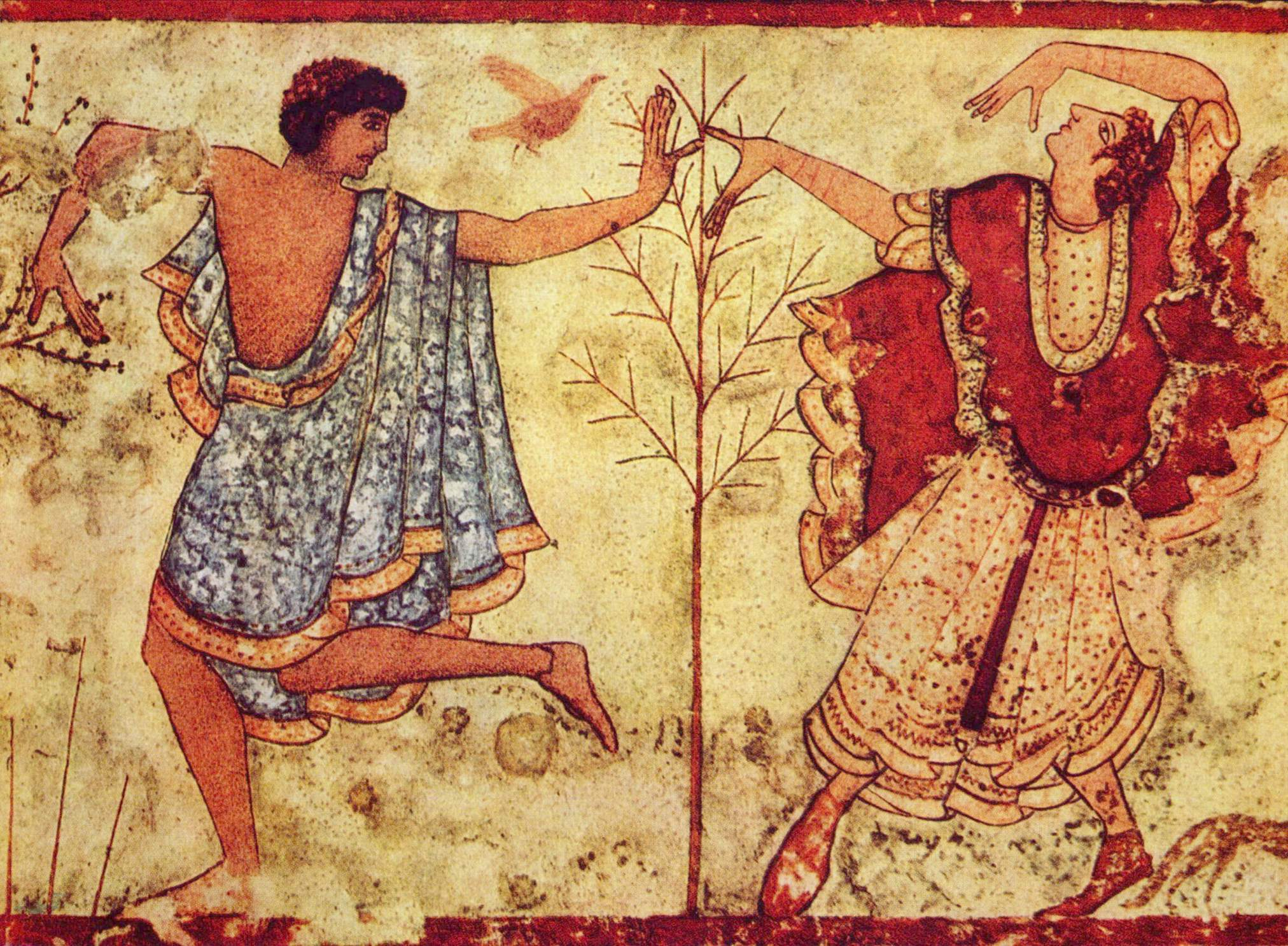
Malerei aus der Tomba del Triclinio

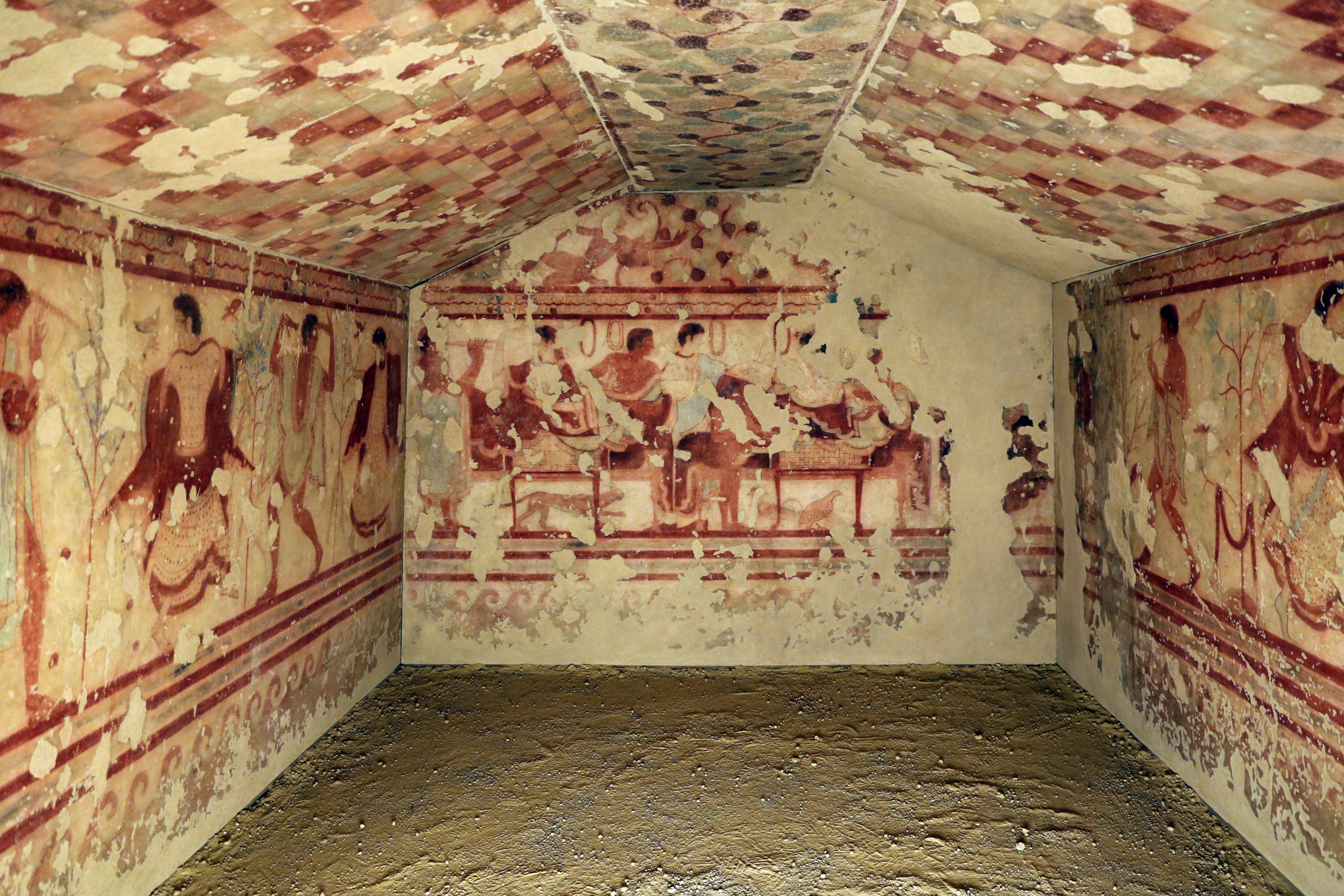
Tomba del Triclinio

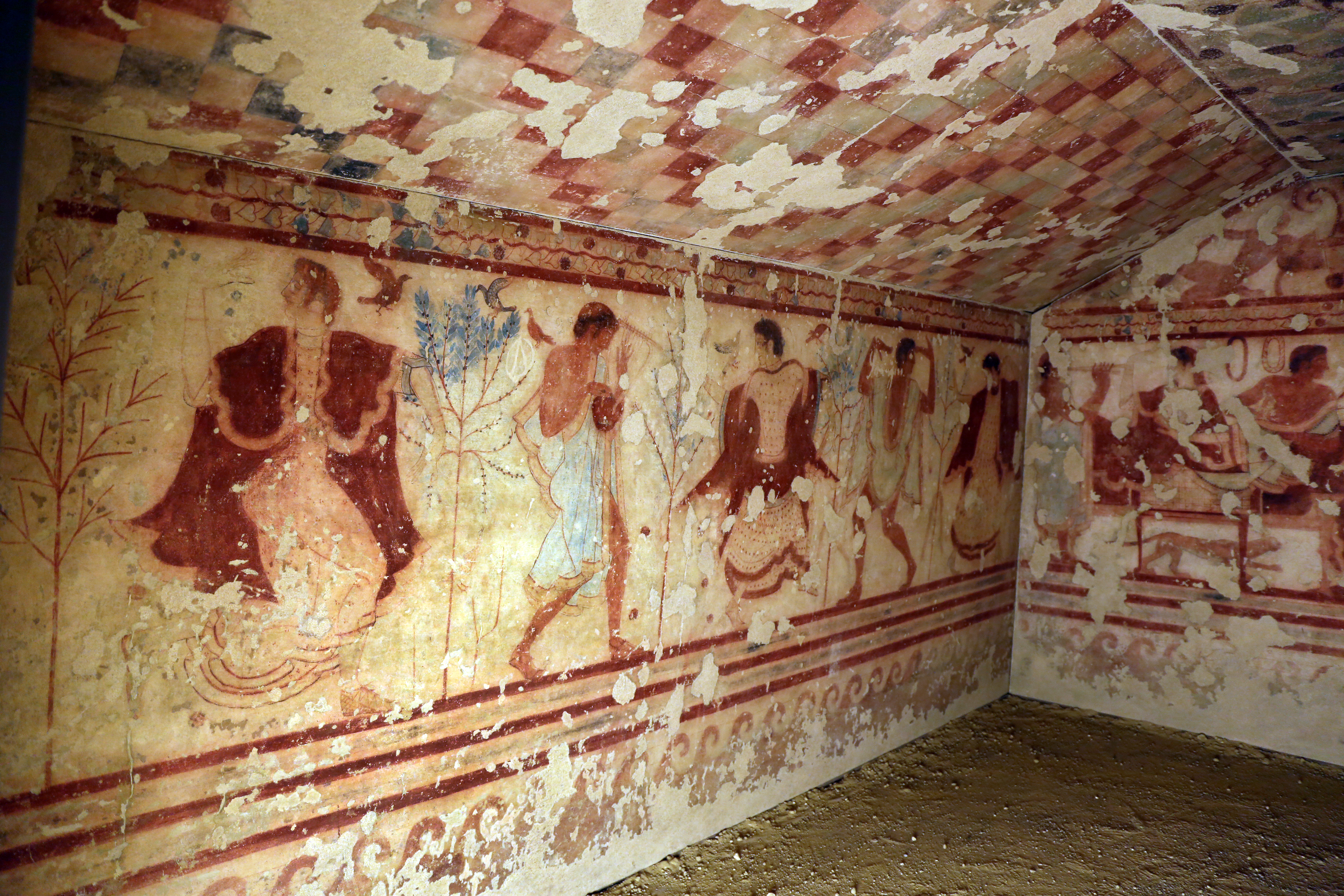
Tomba del Triclinio, Seitenwand links

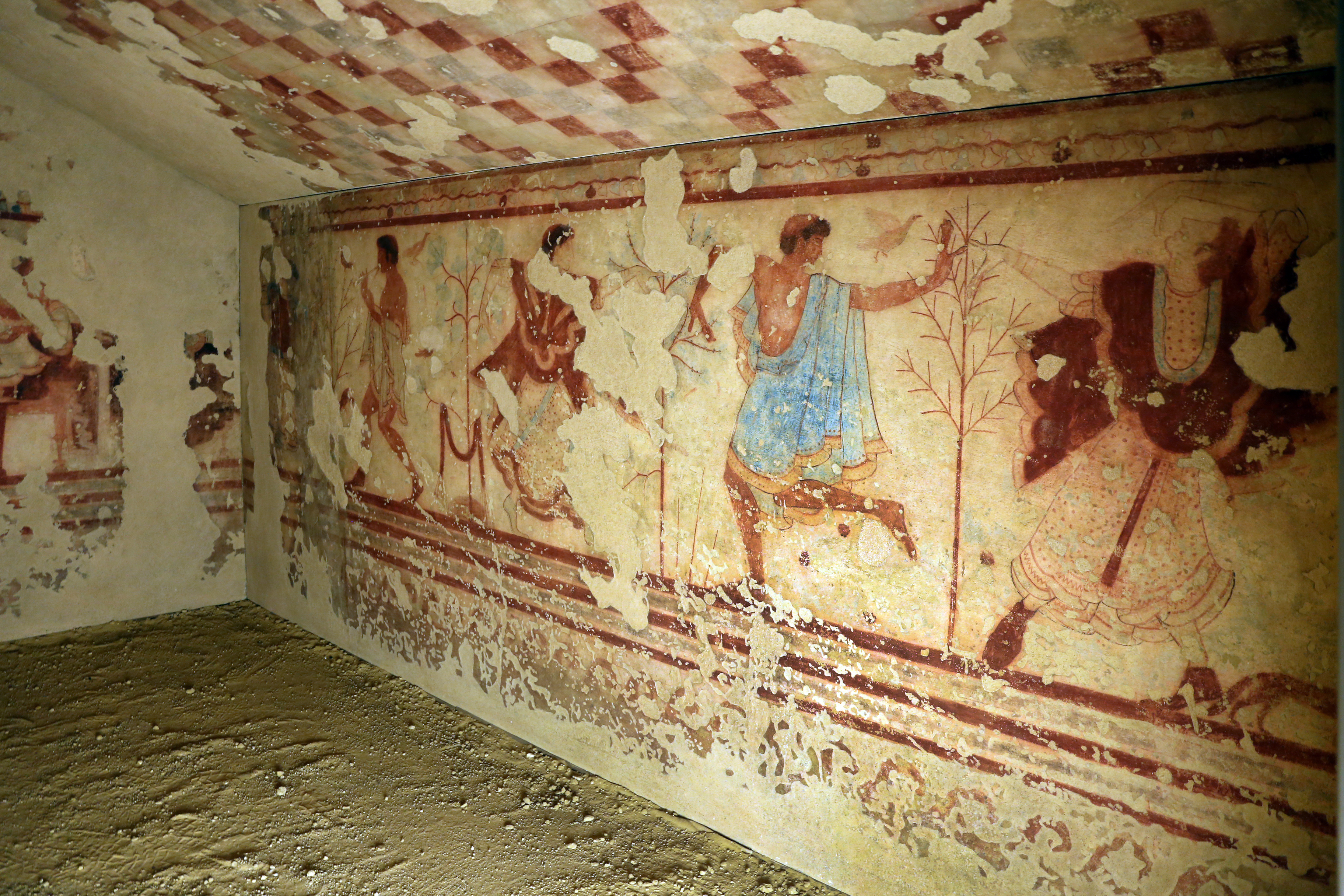
Tomba del Triclinio, Seitenwand rechts

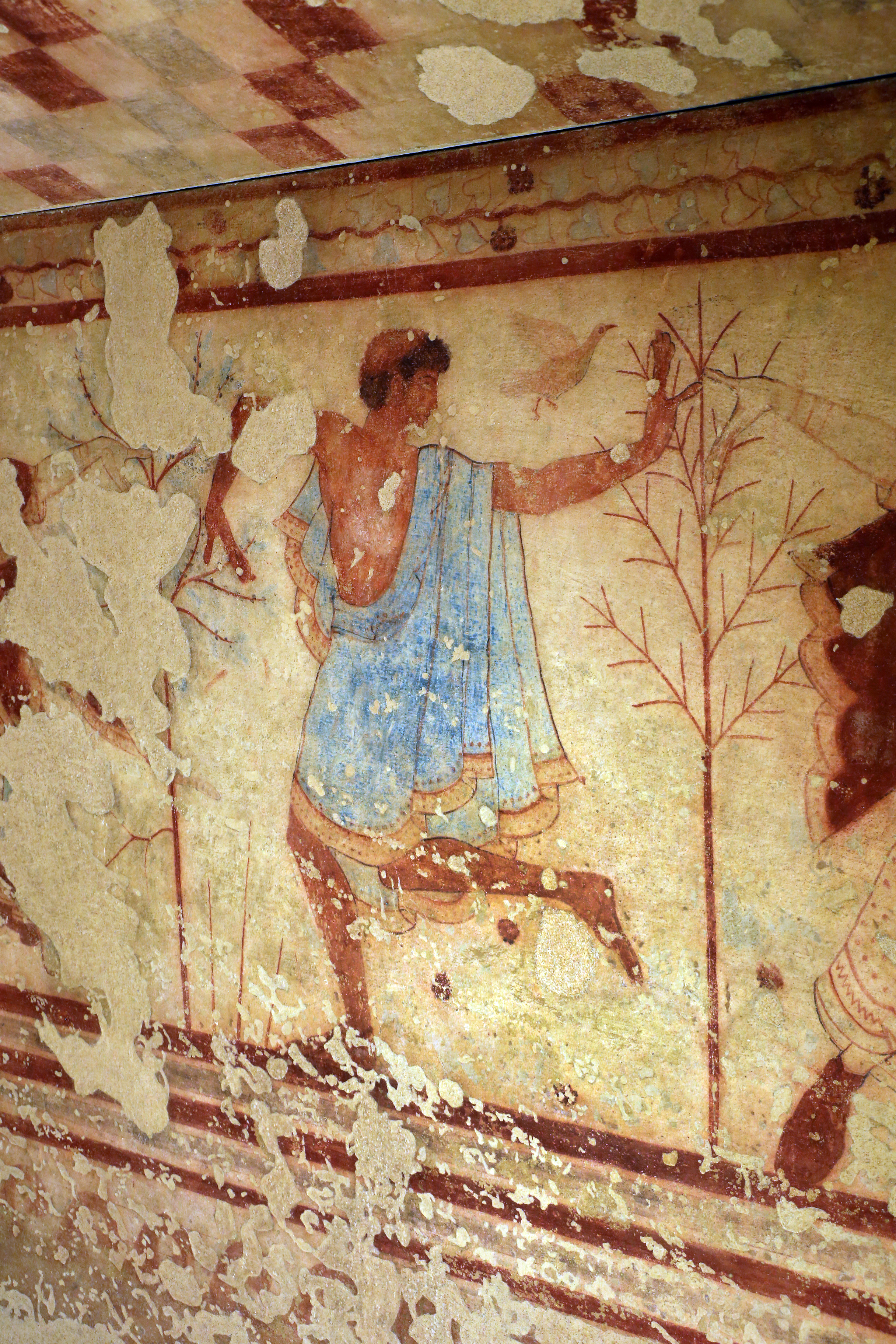
Tomba del Triclinio, Detail Seitenwand rechts

Die Tomba del Triclinio (deutsch: „Grab mit dem Triklinium“) ist ein ausgemaltes etruskisches Grab in Tarquinia in der italienischen Provinz Viterbo. Es ist Teil der Monterozzi-Nekropole, die seit 2004 zum UNESCO-Welterbe gehört.

## Die Malereien
Das Grab stammt aus der Zeit zwischen 480 und 450 v. Chr. Die Fresken befinden sich nicht mehr im Grab, sondern sind im Nationalmuseum von Tarquinia ausgestellt. Das Grab selber wurde im Jahr 1830 gefunden. Der Maler des Originals bewies einen außerordentlichen Geschmack in der Feinheit der Dekoration und eine solche Geschicklichkeit in der Zeichnung, dass man ihn für einen griechischen Maler oder zumindest für einen in Griechenland ausgebildeten Maler gehalten hat.
Das Verteilungsschema der Grabmalereien sah so aus, dass auf der Rückwand eine Bankettszene stattfand und an den Seiten Spiele und Tänze. Diese Tanzszenen hier sind mit ihrer Grazie, Bewegungsvielfalt und abgezirkelten Gestik die schönsten von Tarquinia – nichts daran ist übertrieben oder gewaltsam. Es herrscht eine Atmosphäre von Ruhe und Frieden. Vögel fliegen zwischen den Zweigen oder picken an Beeren, eine Katze klettert auf einen Baum, ein Hase lagert auf dem Boden.
Die Malereien sind zweifarbig – braun und blau – angelegt. Die Körper und die in altertümlichen Schwalbenschwanzfalten endenden Gewänder haben weiche, fließende Linien; sie zeigen wenige, starke Verkürzungen und eine gewisse Tendenz zur Monumentalität. In den Zeichnungen der Figuren spiegelt sich die Kenntnis spätarchaischer Vasenmalerei.
Die Malereien dieses Grabes sind ein äußerst wertvolles Dokument für den Einfluss griechischer Malereien in Etrurien. Die etruskischen Künstler wandelten die griechischen Vorbilder ziemlich frei nach ihrem eigenen Geschmack um und führten neue Themen und neue Ausdruckswerte ein. Die einheimische Komponente macht sich nicht nur in dem Realismus bemerkbar, mit dem Einzelheiten des Raumes und der Kleidung wiedergegeben sind, sondern wird auch deutlich in der reichen Farbigkeit und der betont weichen Linienführung.
Die Ausmalungen im Grab weisen einige Ähnlichkeiten mit der Tomba del Letto Funebre und der Tomba Claudio Bettini auf. Es wird vermutet, dass diese Gräber von derselben Werkstatt gefertigt wurden.

## Die Zeichnungen von Carlo Ruspi
Von den berühmtesten Gräbern von Tarquinia fertigte Carlo Ruspi Umzeichnungen an, die sehr bekannt wurden und mit zum Ruhm der Gräber von Tarquinia beitrugen. Die kolorierte Pause dieses Grabes stellte Ruspi um 1830 unmittelbar nach der Entdeckung des Grabes her. Ruspi führte diese Pauszeichnungen praktisch freihändig aus, indem er die durch das Pauspapier scheinenden Umrisse mit einem feinen Pinsel nachzog, um das kostbare Original nicht zu beschädigen. Auf den Pausen notierte er zahlreiche Angaben zu Formen und Farben. Schließlich wurden diese Zeichnungen auf festes Papier übertragen. Diese Arbeiten wurden vom damaligen bayerischen König Ludwig I. unterstützt.
Da diese Zeichnungen nicht wie die Originale den denkmalschützerischen Hemmungen unterlagen, konnte Ruspi eine Farbintensität herstellen, wie er sie sich zur Entstehungszeit vorstellte. Die heute bekannten Originalzeichnungen sind blasser. Allerdings sind die Originale in Tarquinia in den Farben nicht mehr ursprünglich. Die Farben vor 2000 Jahren entsprechen eher dem, was Carlo Ruspi um 1830 malte.